# Penisola Malaspina
La penisola Malaspina è una penisola nel nord del golfo di Georgia, nella regione della Sunshine Coast, Columbia Britannica, in Canada. Si estende a nord-ovest dalla città di Powell River, che si trova vicino al suo istmo. Questa penisola è situata in corrispondenza della bocca dell'insenatura Toba, in cui si insinua da sud-est terminando di fronte all'isola Kinghorn.
La penisola Malaspina è montuosa ed è il territorio tradizionale di appartenenza degli Sliammon, parte del più ampio gruppo di indigeni Comox continentali.
Come lo stretto di Malaspina e il ghiacciaio Malaspina più a nord in Alaska, la penisola prende il nome da Alessandro Malaspina, brigadiere al servizio della Spagna italiana che fu tra i vari protagonisti dell'esplorazion e mappatura, da parte della marina spagnola, delle coste dell'Alaska e della Columbia Britannica.
La penisola e lo stretto di Malaspina furono nominati nel 1859 dal capitano George Henry Richards del vassello britannico Plumper. La scelta del nome fu probabilmente influenzata dalla presenza vicina della Cala Malaspina, nominata così nel 1792 da Dionisio Alcalá Galiano e Cayetano Valdés y Flores, che erano stati ufficiali al servizio di Malaspina.